# Once Upon a Time in Shaolin
Once Upon a Time in Shaolin – dwupłytowy album studyjny nowojorskiej grupy hip-hopowej Wu-Tang Clan, wydany tylko w jednym egzemplarzu i sprzedany za dwa miliony dolarów w 2015, co czyni go najdroższym albumem muzycznym w historii. Album został w całości wyprodukowany przez Cilvaringza, holenderskiego producenta marokańskiego pochodzenia, bliskiego współpracownika grupy, który przez sześć lat pracował nad albumem w całkowitej konspiracji nie informując o tym jak będzie wyglądał efekt końcowy nawet samych artystów. Producentem wykonawczym i koproducentem kilku utworów na płycie był RZA.
Płyta Once Upon a Time in Shaolin została nagrana w latach 2008–2013, wytłoczona w 2014 roku i przechowywana w strzeżonej skrytce w hotelu Royal Mansour w Marrakeszu. Album został wystawiony na sprzedaż w domu aukcyjnym Paddle8 i 24 listopada 2015 roku został sprzedany za kwotę dwóch milionów dolarów, a kupcem okazał się Martin Shkreli, amerykański przedsiębiorca. Umowa prawna, która została spisana podczas sprzedaży albumu stwierdza, że Once Upon a Time in Shaolin nie może być wykorzystywane w celach komercyjnych do roku 2103 (88 lat od swojego wydania), jednak może zostać wydane za darmo oraz być grane na imprezach. Gdy Donald Trump został prezydentem elektem Martin Shkreli umieścił w internecie nagranie, na którym można usłyszeć intro do płyty oraz fragment innego utworu.
6 września 2017 roku, Martin Shkreli wystawił płytę na sprzedaż na internetowej aukcji na portalu eBay, gdzie otrzymał 343 ofert. Album został wylicytowany na kwotę 1 025 100 dolarów amerykańskich, jednak ostatecznie pozostał w posiadaniu Shkreli'ego.

## Geneza

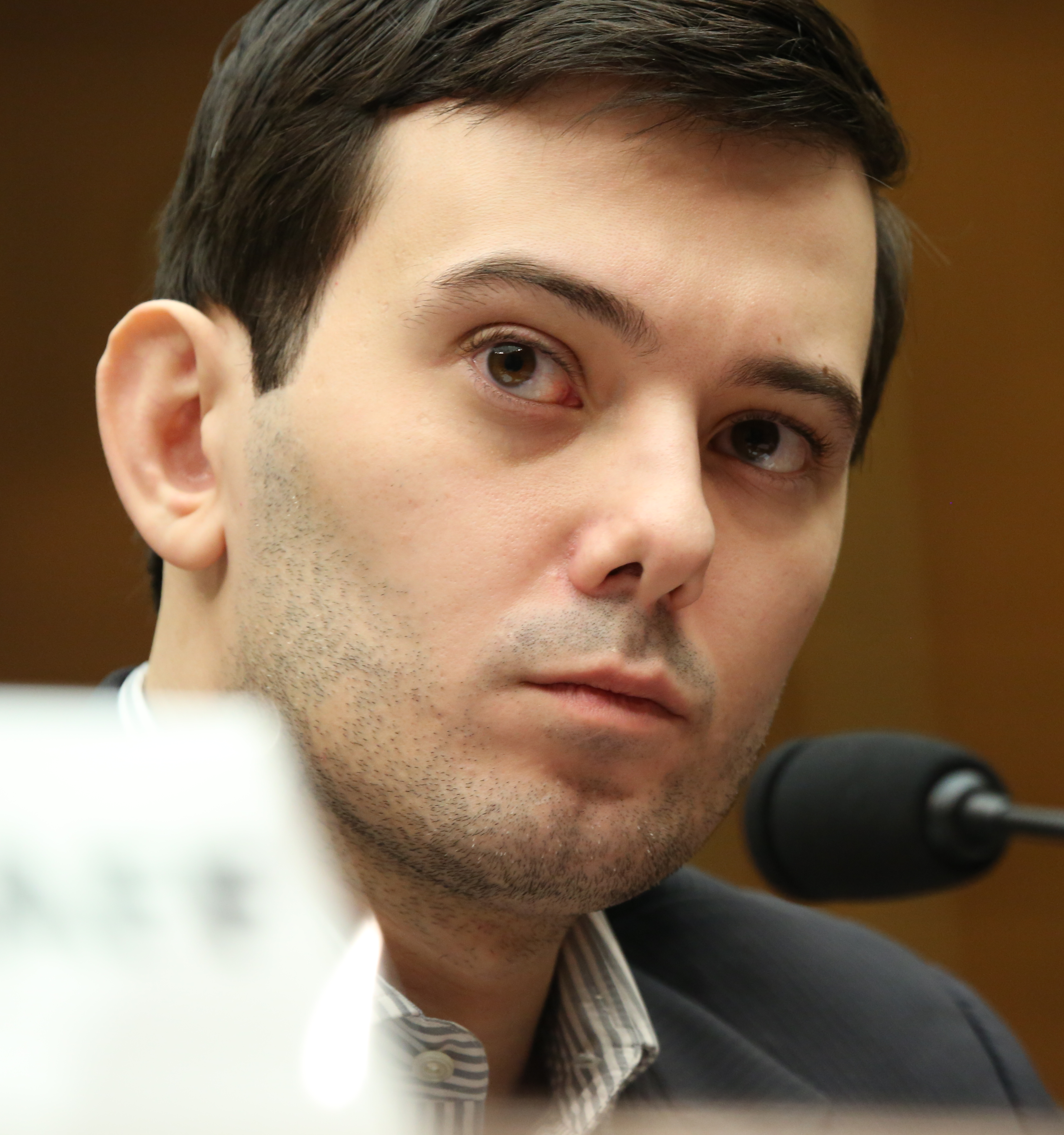
Martin Shkreli – pierwszy właściciel jedynej kopii albumu

Pomysł stworzenia niepowtarzalnego dzieła muzycznego narodził się w głowie producenta Wu-Tang Clanu, Cilvaringza, który swój pomysł oparł na fakcie, że w epokach takich jak barok, oświecenie czy renesans, muzyka często była towarem tworzonym na zamówienie. Cały koncept został potem rozwinięty przez lidera grupy RZA'ę, który zaproponował, by umożliwić przez krótki okres publiczny odsłuch albumu w muzeach. Rzekomo na albumie w dwóch utworach usłyszeć można piosenkarkę i aktorkę Cher.
Album został sprzedany na aukcji za pośrednictwem domu aukcyjnego Paddle8 w 2015 roku. Zwycięska oferta została zaakceptowana przez członków Wu-Tang Clanu 3 maja 2015 roku. Z powodu bezprecedensowego charakteru sprzedaży, spisane musiały zostać specjalne zapisy prawne. Sprzedaż zakończyła się 26 sierpnia 2015 roku, a dom aukcyjny ogłosił, że cenę można „liczyć w milionach”, a album stał się własnością „amerykańskiego prywatnego kolekcjonera”. 9 grudnia 2015 roku, magazyn Bloomberg Businessweek ogłosił, że właścicielem albumu został Martin Shkreli, dyrektor generalny firmy farmaceutycznej Turing, budzący wiele kontrowersji w Stanach Zjednoczonych po tym jak podniósł cenę leku na AIDS i raka o 5,5 tysiąca procent (cena leku o nazwie Daraprim wzrosła z 13,5 do 750 dolarów za tabletkę). W oświadczeniu wysłanym do agencji Bloomberg, RZA zaznaczył, że płyta została sprzedana zanim Shkreli ogłosił podwyżkę cen leku i dodał, że cała grupa podarowała „znaczną część” zysków na cele charytatywne pod tym jak dowiedziała się kim jest kupiec. Wśród fundacji, które otrzymały pieniądze znalazły się: Children's Literacy Society, Hip Hop Chess Federation oraz TTAC, instytucja zajmująca się zwracaniem uwagi na alternatywne metody leczenia nowotworów. Ostateczna cena za projekt nie została nigdy ogłoszona przez Paddle8 ani przez grupy, jednak agencja Bloomberg ogłosiła, że Shkreli potwierdził, że zakupił album za dwa miliony dolarów.
5 września 2017 roku, Once Upon a Time in Shaolin zostało wystawione przez Shkreli'ego na aukcję w serwisie eBay. Po kilku godzinach kwota osiągnęła 55 tysięcy dolarów. Kolejnego dnia kwota przekroczyła 200 tysięcy dolarów. Ostatecznie aukcja zakończyła się 17 września, a album został wylicytowany na kwotę 1 025 100 dolarów. Album pozostał jednak w posiadaniu Shkreli'ego.

## Odbiór
Wielu fanów grupy zareagowało bardzo negatywnie na informacje, że album zostanie wytłoczony w jednym egzemplarzu, wierząc, że nie będą mieli możliwości posłuchać go aż do 2103 roku. Na początku 2014, na platformie crowdfundingowej Kickstarter pojawiła się inicjatywa fanów by wspólnie zebrać pieniądze na zakup albumu i umieścić go w internecie za darmo dla wszystkich, jednak projekt nie doszedł do skutku i nie zebrano wystarczającej ilości pieniędzy. Również członek grupy, Method Man wypowiedział się negatywnie na temat pomysłu 88 lat bez możliwości wykorzystania albumu w celach promocyjnych, obwiniając RZA'ę i Cilvaringza. RZA odpowiedział mu, że 88 lat jest niezbędne by zachować cała wizję albumu jako dzieła sztuki, a nie tylko produktu komercyjnego. Według RZA liczba 8 niesie ze sobą szczególne znaczenie jako, że Wu-Tang Clan początkowo składał się z ośmiu członków, gdy doda się cyfry z roku 2015 dają one wynik 8, Paddle8 zawiera w sobie liczbę osiem, a gdy odwróci się liczbę osiem daje ona symbol nieskończoności (∞), który użyty został na drugim albumie grupy Wu-Tang Forever. Grupa wydała potem ogłoszenie, że pomimo faktu, że właściciel albumu nie ma prawa zarabiać na nim przez 88 lat, wciąż ma możliwość darmowego rozpowszechnienia go.
Firma Guinness w swojej Księdze rekordów Guinnessa ogłosiła, że Once Upon a Time in Shaolin jest najcenniejszym istniejącym albumem w historii, czym przebił poprzednich rekordzistów, którymi byli Elvis Presley oraz grupa The Quarrymen, później znana jako The Beatles.

## Książka
W 2017 roku ukazała się książka o tytule Once Upon a Time in Shaolin : The Untold Story of the Wu-Tang Clan's Million-Dollar Secret Album, the Devaluation of Music, and America's New Public Enemy No. 1 napisana przez brytyjskiego pisarza Cyrusa Bozorgmehra, która przedstawia historię powstania albumu oraz problemy związane z jego sprzedażą, jak również opisuje cały proces i ideę, która urodziła się w głowie Cilvaringza.

## Lista utworów
Dokładna lista utworów pozostaje tajemnicą właściciela płyty, jednak Paddle8 ogłosiło listę tytułów roboczych, które grupa używała podczas procesu nagrywania. Lista utworów została sporządzona przez magazyn Complex. Na oficjalnej stronie albumu widnieje informacja, że album zawiera „31 utworów, 9 członków grupy, 6 lat na stworzenie”.
Album został podzielony na dwie części: Shaolin School oraz Allah School. Całość została wyprodukowana przez Cilvaringza i RZA'ę.
| Shaolin School 1. „Entrance (Intro)” – 1:57 2. „Rivals” – 4:12 3. „Staple Town Pt. 1 (Interlude)” – 0:44 4. „Ethiopia” – 7:55 5. „Handkerchief” – 0:49 6. „Staple Town Pt. 2 (Interlude)” – 1:10 7. „The Pillage of ’88” – 6:52 8. „Centipedes” – 7:14 9. „The Widow’s Tear” – 3:55 10. „Sorrow” – 5:45 11. „Shaolin” – 6:14 12. „The Saga Continuous” – 6:58 13. „Shaolin Soul (Exit)” – 3:41 | Allah School 1. „Sustenance (Intro)” – 0:43 2. „Lions” – 6:08 3. „Since Time Immemorial” – 2:32 4. „The Slaughter Mill” – 6:31 5. „The Brute” – 3:24 6. „Iqra” – 7:23 7. „Flowers” – 5:49 8. „Poisoned Earth” – 4:34 9. „Freedom (Interlude)” – 2:25 10. „The Sword Chamber” – 4:05 11. „Unique” – 2:32 12. „The Bloody Page” – 5:09 13. „Salaam (Outro)” – 1:31 |